# Конець (Словенія)
Конець (словен. Konec) — поселення в общині Ново Место, регіон Південно-Східна Словенія, Словенія. Висота над рівнем моря: 445 м.